# Sruweng (Sruweng)
Sruweng is een bestuurslaag in het regentschap Kebumen van de provincie Midden-Java, Indonesië. Sruweng telt 3065 inwoners (volkstelling 2010).